# 도패
《도패》(賭覇, Top Bet)는 홍콩에서 제작된 유진위 감독의 1991년 코미디, 액션, 범죄 영화이다. 주성치 등이 주연으로 출연하였다. 출시명은 《도성 2》이다.

## 출연

### 주연
- 주성치
- 정유령
- 매염방
- 오맹달
- 종진도

### 조연
- 오군여
- 성규안
- 문화
- 후펑

## 기타
- 프로듀서: 허관창
- 감수: 원규